# Zvi Aviram

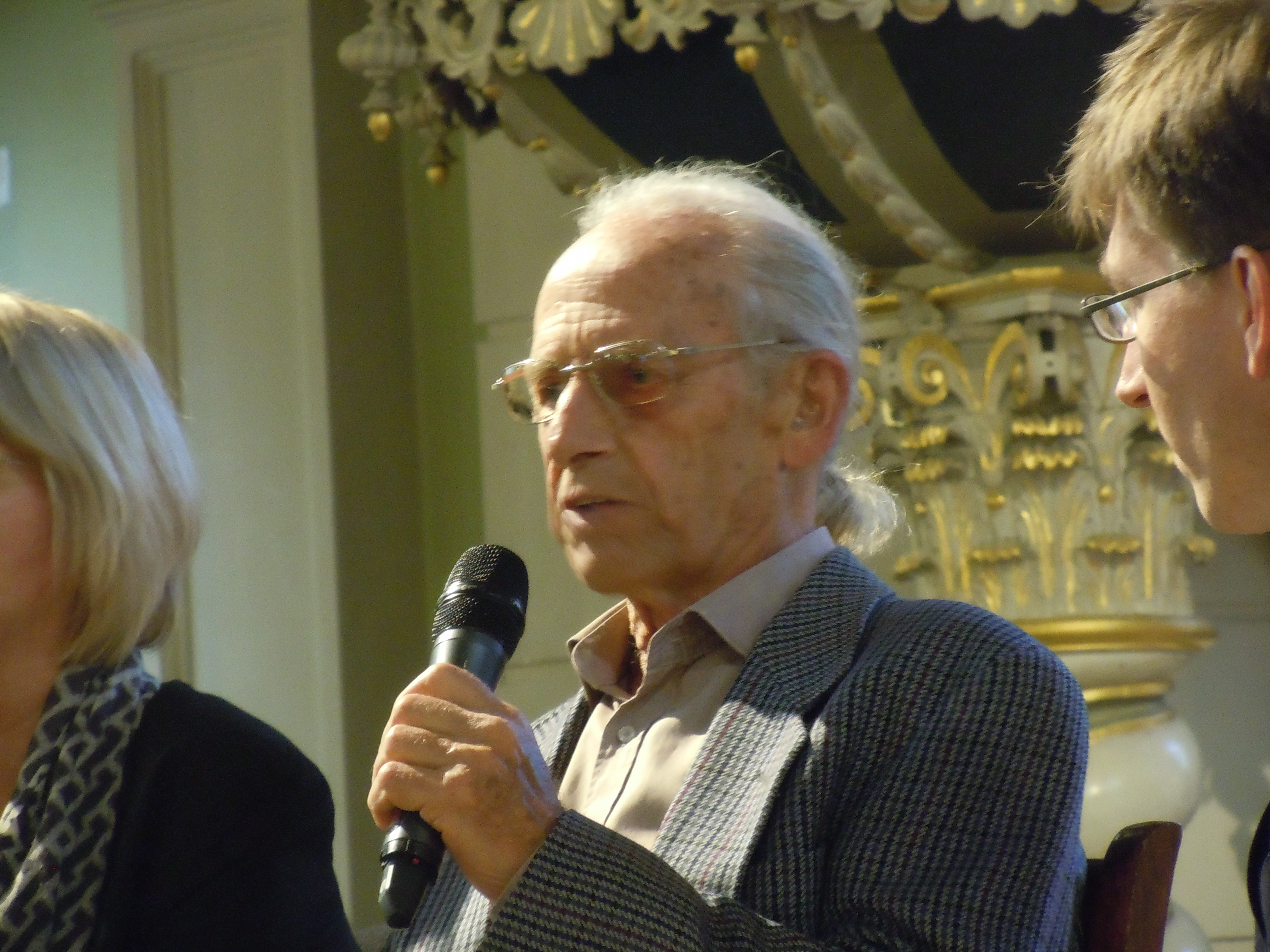
Zvi Aviram (Mai 2015)

Zvi Aviram (geboren 25. Januar 1927 als Heinz Abrahamsohn in Berlin; gestorben 23. Oktober 2020 in Israel) war ein aus Deutschland stammender Holocaust-Überlebender und Autor, der während der NS-Zeit der jüdischen Widerstandsgruppe Chug Chaluzi angehörte.

## Kindheit und Jugend in Berlin
Frühe Kindheit

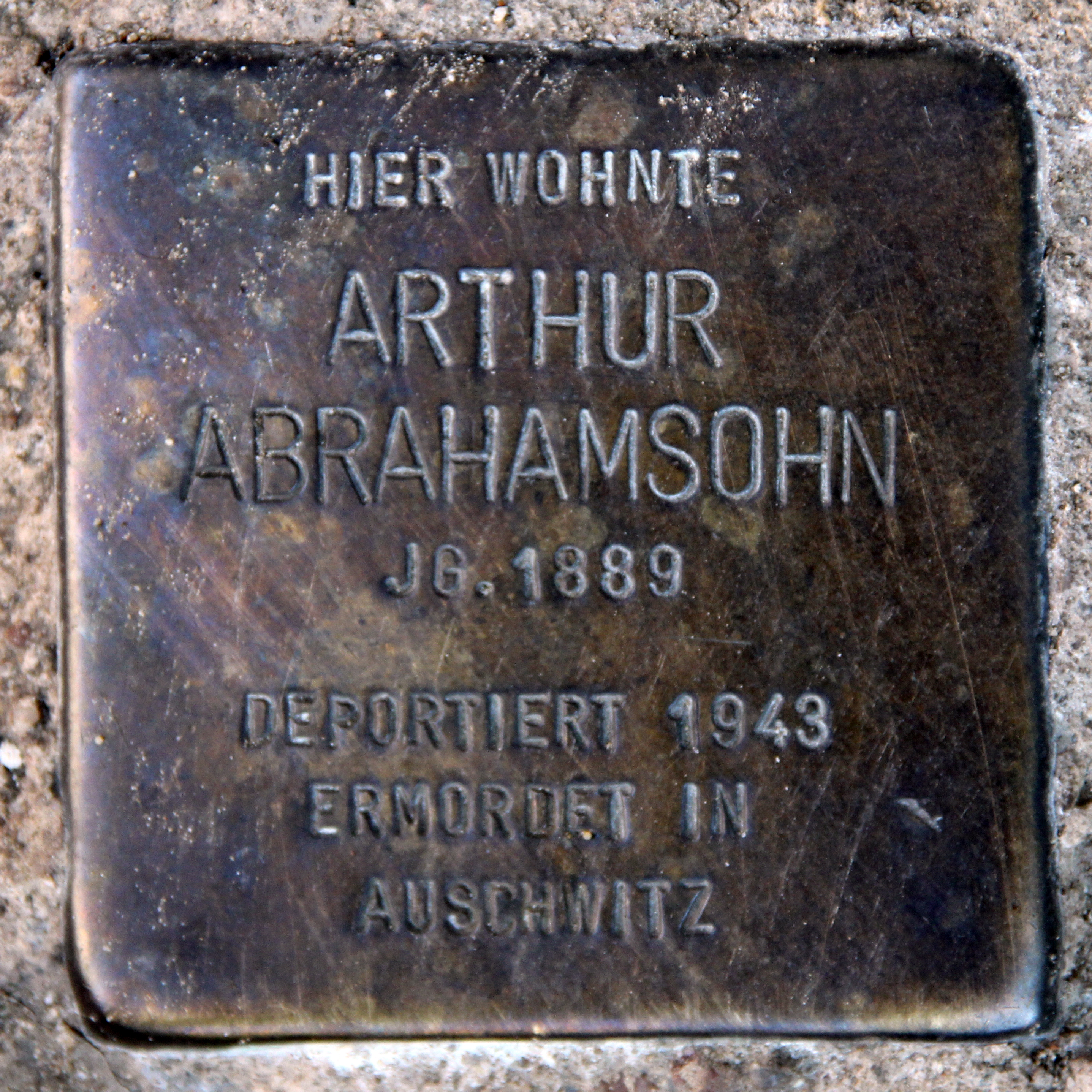
Stolperstein für Arthur Abrahamsohn, Zehdenicker Straße 2, Berlin-Prenzlauer Berg

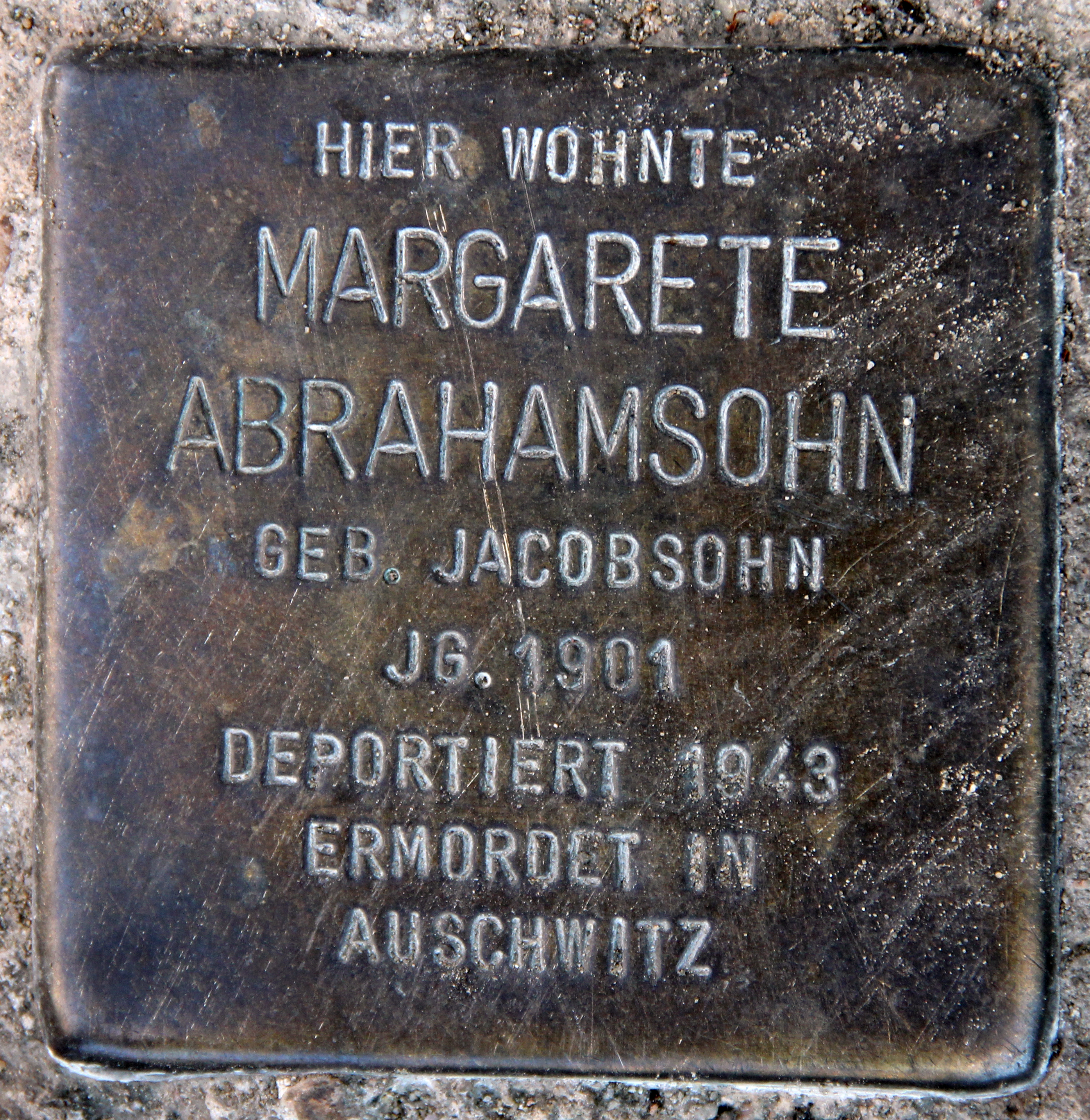
Stolperstein für Margarete Abrahamsohn, Zehdenicker Straße 2, Berlin-Prenzlauer Berg

Zvi Aviram wurde 1927 als Heinz Abrahamsohn in Berlin geboren und wuchs zunächst im Stadtteil Prenzlauer Berg auf. Sein Vater Arthur Abrahamsohn (geboren am 26. September 1889 in Berlin, ermordet 1943 in Auschwitz) war ein ehemaliger Soldat des Ersten Weltkriegs und Schuster, er hatte einen kleinen Laden in der Swinemünder Straße. Die Mutter Margarete Abrahamsohn (geborene Jacobsohn, geboren am 9. April 1901 in Berlin, ermordet 1943 in Auschwitz) war Schneiderin und Hausfrau. Zvi Aviram hat eine Schwester namens Betty (geboren am 27. August 1929 in Berlin). Die Abrahamsohns lebten in armen Verhältnissen in einer Eineinhalb-Zimmerwohnung hinter dem Schusterladen.
Seine Kindheit vor der NS-Zeit beschreibt Aviram als sehr schön. Er und seine Schwester wurden von den zahlreichen Verwandten verwöhnt. Die Kinder verbrachten entspannte Sommertage im Wochenendhaus ihres „Onkels“, eigentlich Großcousins, Kurt Grünberg und ihrer Tante Marie Grünberg in Blankenburg. Marie war eine Christin, die 1930 gegen den Widerstand ihrer Familie den Juden Kurt Grünberg geheiratet hatte, was ihn später vor der Deportation bewahrte. Eric Jacobsohn, der jüngere Bruder von Avirams Mutter, war Kommunist. Die Sorge, er könnte auf der Straße von der SA ermordet werden, beschäftigte die Familie sehr.

## Beginn der NS-Zeit
Bei der Machtergreifung durch die Nationalsozialisten war Zvi Aviram sechs Jahre alt. Am 1. April 1933, als zum Boykott jüdischer Geschäfte aufgerufen wurde, versteckte die Familie sich nach seinen Angaben den ganzen Tag lang ängstlich in einer Ecke der Wohnung. Der Vater erlitt einen Nervenzusammenbruch, wurde dadurch arbeitsunfähig und musste das Geschäft aufgeben. Er engagierte sich im Reichsbund Jüdischer Frontsoldaten bis zu dessen Verbot und ging regelmäßig in die Synagoge Levetzowstraße. Die Mutter sorgte mit Schneiderarbeiten für den Lebensunterhalt. Im Oktober 1933 bezog die Familie eine Hinterhauswohnung in der Zehdenicker Straße 2 in Prenzlauer Berg. Avirams Schule befand sich in derselben Straße. Die Schwester Betty wurde 1936 an der Jüdischen Mädchenschule in der Auguststraße eingeschult. Bis zum Verbot des Vereins 1938 spielte Zvi Aviram bei der Jüdischen Sportgemeinschaft Handball.
Als jüdisches Kind durfte Aviram ab dem 11. November 1938, also kurz nach der Reichspogromnacht 1938, keine staatliche Schule mehr besuchen. Er wechselte zur jüdischen Schule in der Rykestraße. Deren Schüler wurden auf dem Schulweg und auch auf einer Klassenfahrt ins Riesengebirge von Hitlerjungen angepöbelt und angegriffen. Nach der Pogromnacht wurden Avirams Onkel Kurt Grünberg und der kommunistische Onkel Erich Jacobsohn im Konzentrationslager Sachsenhausen schwer misshandelt, durften aber nach Berlin zurückkehren.
Die Familie Abrahamsohn hatte sich schon früh vergeblich um eine Ausreise bemüht. Die Schule der Tochter Betty organisierte mit Hilfe der Jewish Welfare Society of Melbourne einen Kindertransport über England nach Australien. Die Eltern schickten die Neunjährige im Juni 1939 schweren Herzens auf die Reise, die ihr Leben retten sollte und auch wirklich rettete.
Zvi Aviram blieb in Berlin, wo er im Februar 1940 als 13-Jähriger seine Bar Mizwa feierte, das letzte gemeinsame Fest der Verwandtschaft. Im April 1941 endete Avirams Schulzeit und er begann eine Schlosserlehre in einem jüdischen Umschulungslager. Nur zwei Monate später musste er die Ausbildung abbrechen, indem er zur Arbeit in der Rüstungsindustrie gezwungen wurde. Bei den Deutschen Tachometer-Werken (deuta-Werke) musste er nachts Messinstrumente prüfen. Die Mutter nähte als Zwangsarbeiterin Uniformen, der Vater arbeitete in Teilzeit in einer Schuhmacherwerkstatt für die jüdische Gemeinde.
Aviram freundete sich bei der Arbeit mit einem Kommunisten an, mit dem er erstmals über die Möglichkeiten des Untertauchens sprach. In seiner Freizeit vermied Aviram es, den vorgeschriebenen gelben Stern zu tragen und besuchte verbotenerweise Kinos und Schwimmbäder.
Am 27. Februar 1943, als er gerade 16 Jahre alt war, wurden seine Eltern Arthur Abrahamsohn und Margarete Abrahamsohn im Rahmen der sogenannten Fabrikaktion an ihren Arbeitsstellen inhaftiert und nach Auschwitz deportiert, wo sie zu einem unbekannten Zeitpunkt ermordet wurden. Zvi Aviram fand die Wohnung von der Gestapo versiegelt vor. Da er nicht zu Hause war, war er seiner eigenen geplanten Deportation entkommen.

## Leben im Untergrund

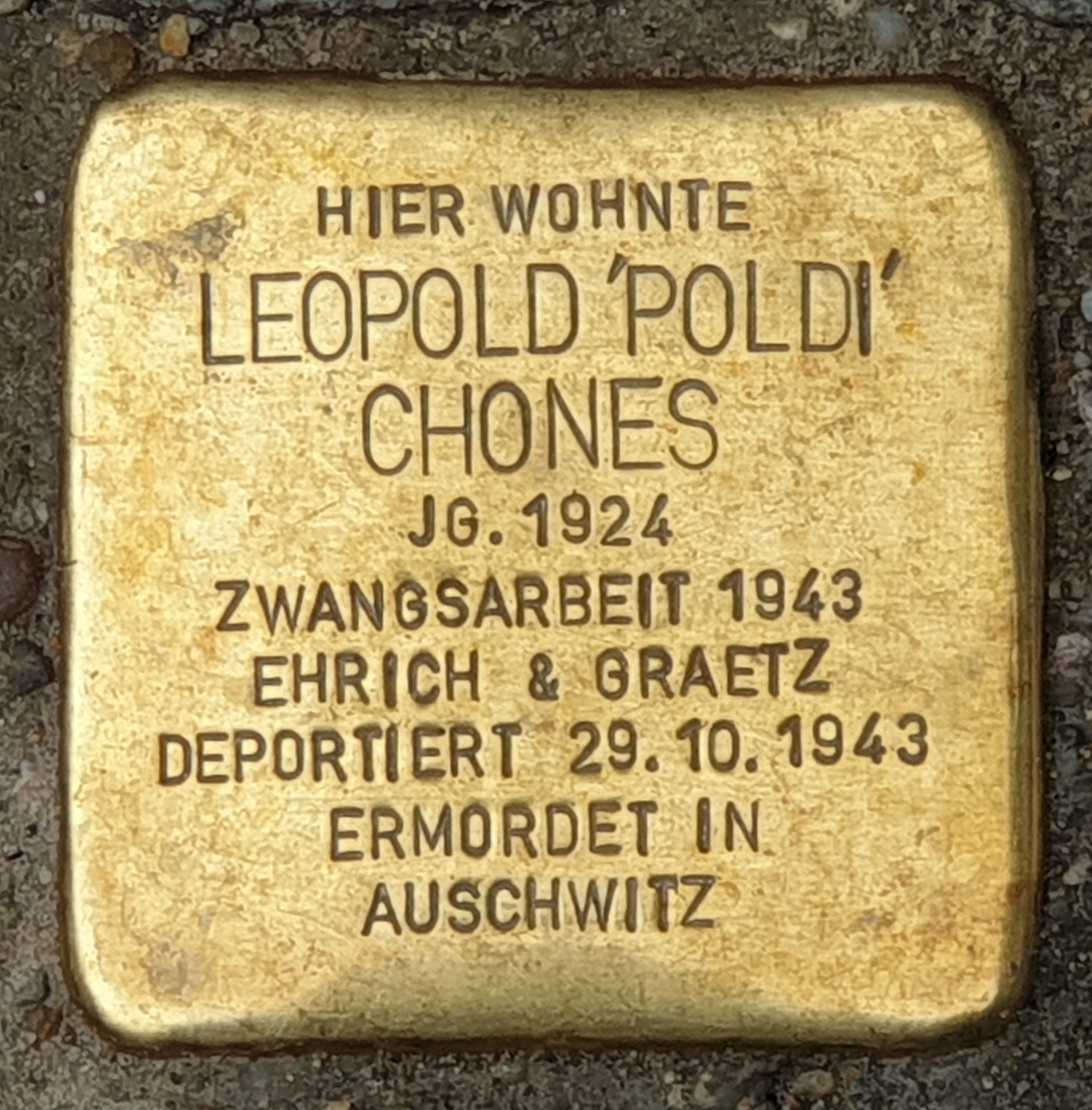
Stolperstein für seinen Freund, Leopold Chones, in Berlin-Prenzlauer Berg

Über seinen ehemaligen Schulkameraden Leopold Chones (geboren 1924, ermordet 1943 in Auschwitz) lernte Zvi Aviram seinen späteren besten Freund Gad Beck und den Lehrer Jizchak Schwersenz kennen, der dem Hechaluz, der zionistischen Pionierorganisation in Genf angehörte. Der ehemalige Leiter der Jugend-Alija-Schule war Ende August mit Hilfe seiner Freundin Edith „Ewo“ Wolff, einer „Halb-Jüdin“, untergetaucht. Gemeinsam mit ehemaligen Schülern der Schule und anderen jüdischen Jugendlichen gründeten die beiden am 27. Februar 1943 die zionistische Pioniergruppe Chug Chaluzi. Die Gruppe, zu deren Kern auch Zvi Aviram zählte, organisierte Verstecke, Lebensmittel und Dokumente für die Jugendlichen und war eine wichtige Anlaufstelle für die eltern- und mittellosen Kinder. Bei den Treffen des Chug Chaluzi wurden religiöse Feste und Gottesdienste gefeiert. In den Gesprächen ging es viel um Palästina als Sehnsuchtsort der Verfolgten.
Aviram schlief im Frühling und Sommer 1943 in der Gartenlaube eines Kommunisten namens Wischniewsky (Identität ungeklärt) in Karlshorst und verkaufte auf dem Schwarzmarkt Lebensmittelkarten, um seinen Lebensunterhalt zu finanzieren und anderen Untergetauchten zu helfen. Er hielt sich auch oft im Wochenendhaus der Familie Grünberg in Blankenburg oder in deren Wohnung an der Spandauer Brücke auf. Die Grünbergs beherbergten bis Kriegsende mehrere von den Nationalsozialisten verfolgte Personen. Im Auftrag Wischniewskys, der einer kommunistischen Widerstandsgruppe angehört haben soll, legte Aviram in leeren S-Bahnen und Bahnhöfen antifaschistische Flugblätter aus. Dabei trug er eine Pistole bei sich, die Wischniewsky ihm gegeben hatte.
Nach acht Monaten in der Laube wurde Aviram dort am 17. November 1943 von der Gestapo verhaftet und ins Sammellager in der Großen Hamburger Straße in Mitte gebracht. Aus dem ehemaligen jüdischen Altenheim wurden zehntausende Juden deportiert, zunächst nach KZ Theresienstadt, später dann ausschließlich nach Auschwitz. Aviram wurde in der Zeit im Sammellager schwer misshandelt und gefoltert, da die Gestapo alles über seine Unterstützerkreise herausbekommen wollte. Durch die massiven Schläge verlor er alle seine Vorderzähne. Zufällig war er in einer Zelle mit Abraham Zajdmann und dessen Sohn Moritz, die er vom Chug Chaluzi kannte. Es glückte ihnen, Werkzeuge zu stehlen und heimlich eine Gitterstange der Zelle im Erdgeschoss zu lösen. In der Silvesternacht 1943/1944 gelang während eines Bombenalarms insgesamt sieben Personen die Flucht aus dem Lager.
Aviram schlüpfte kurzzeitig bei seiner Tante Marie Grünberg im Wochenendhaus in Blankenburg unter und konnte dann verschiedene Verstecke des Chug Chaluzi-Gründers Jizchak Schwersenz nutzen, dem Anfang 1944 die Flucht in die Schweiz gelungen war. Eine ältere Frau beherbergte ihn für ein paar Wochen und gab ihn als ihren Neffen aus, der sie besuche. Dann schlief Aviram in ausgebombten Häusern oder in Parks. Eine Zeit lang kam er bei der Berliner Schwarzmarkthändlerin Else Szimke unter.
Mit Unterstützung des Hechaluz-Delegierten Nathan Schwalb ließ Schwersenz dem Chug Chaluzi 100.000 Reichsmark aus der Schweiz nach Berlin schicken. Der Kurier brachte auch eine Liste mit Adressen hilfsbereiter Menschen in Berlin mit, die Juden aus der ganzen Welt als mögliche Helfer benannt hatten. Mit dem Geld sollten die Mitglieder des Chug Chaluzi Verstecke, Dokumente und Lebensmittel finanzieren und versuchen, eine Flucht in die Schweiz zu organisieren. In einer Wohnung in der Utrechter Straße 50 befand sich das Hauptquartier der Gruppe. Zvi Aviram und sein Freund Gad Beck nutzten die Wohnung als Schlafplatz. Die beiden übernahmen die Leitung der Gruppe. Nach der Verhaftung des Mitglieds Paul Dreyer wurden mehrere Chug Chaluzi-Mitglieder nach und nach aufgespürt und gefangen genommen.
Im März 1945 erwarteten Zvi Aviram und Gad Beck nachts, als sie heimkamen, zwei jüdische Spitzel der Gestapo, so genannte Greifer, die sie festnahmen. Die beiden Jungen wurden ins Sammellager Schulstraße im Wedding gebracht, wo sie wieder schwer misshandelt wurden. Bei einem Bombenanschlag wurde Gad Beck zudem gefährlich verletzt. Der SS-Hauptscharführer und Gestapo-Beamte Walter Dobberke widersetzte sich am 22. April 1945 dem Befehl des Judenreferatsleiters Erich Möller, alle noch in den Sammellagern verbliebenen Juden zu erschießen. Zvi Aviram und Gad Beck wurden offiziell aus der Gestapohaft entlassen. Bis zur Kapitulation am 8. Mai 1945 blieb Aviram mit anderen Juden im Jüdischen Krankenhaus. Die Befreiung durch die Rote Armee habe er vor lauter Erschöpfung nicht feiern können, schrieb Aviram in seiner Autobiografie.

## Nachkriegszeit
Für kurze Zeit arbeitete Aviram im Sommer 1945 im Seifenladen seiner Tante Marie Grünberg. Er half den sowjetischen Soldaten, einen der jüdischen Gestapo-Spitzel zu verhaften, der zahlreiche Juden verraten hatte. Im Juni ging Aviram mit einigen Freunden in den Westen, in die amerikanische Besatzungszone, und kam nach München. Auf der Reise trafen die Jugendlichen im thüringischen Blankenhain auf schwer kranke ehemalige KZ-Häftlinge. Sie organisierten einen Transport in ein Münchner Krankenhaus. Das Jüdische Komitee in München besorgte eine kleine Wohnung für Aviram und Beck. Im Auftrag der Jewish Agency organisierte Aviram in den zahlreichen Lagern der sogenannten Displaced Persons Treffen, die der Vorbereitung einer Auswanderung nach Palästina dienten. Die Situation der ehemaligen KZ-Häftlinge aus ganz Europa war prekär, viele Juden konnten sich nicht vorstellen, in Deutschland oder anderswo in Europa zu bleiben. Im Mai 1946 wurden Aviram und Beck beide leitende Mitarbeiter bei der Jewish Agency und der UNRRA (Nothilfe- und Wiederaufbauverwaltung der Vereinten Nationen oder kurz UNRRA von engl. United Nations Relief and Rehabilitation Administration). Aviram war für die Kontakte zu deutschen Behörden zuständig, während Beck die Zertifikatsabteilung für Palästina leitete.
Außer seiner Tante Marie Grünberg, Schwester Betty in Australien und seinem Onkel Erich Jacobsohn, der nach Argentinien ausgewandert war, hatte Aviram keine engere Verwandtschaft mehr. Er beschloss, gemeinsam mit der Familie Beck, die er als seine Ersatzfamilie betrachtete, nach Palästina zu gehen. Da die britische Mandatsregierung die von der Jewish Agency geforderten 100.000 Zertifikate für die Einreise nach Palästina verweigerte, organisierte die Organisation illegale Transporte. Aviram beteiligte sich an Aktionen der Bricha, der illegalen Alija, und beschaffte Eisenbahnzüge, Lastautos und Schiffe. Er selbst reiste im Januar 1948 nach Palästina, kurz vor der Staatsgründung Israels.

## Leben in Israel
Zvi Aviram eröffnete in Israel eine Tischlerei. Er war seit 1968 mit seiner Frau Esther verheiratet, hatte drei Kinder und neun Enkel und lebte in Ra’anana, einem Vorort von Tel Aviv in Israel. Bei seiner Hochzeit änderte er seinen Namen von Heinz Abrahamsohn zu Zvi Aviram, um so symbolisch mit seiner Vergangenheit abzuschließen. Erst im Alter gelang es Aviram nach psychologischer Hilfe, offen über seine Erlebnisse in Deutschland zu sprechen. Im Oktober 2013 wurde in der Ausstellung „Kinder im Versteck – Verfolgt. Untergetaucht. Gerettet?“ im Berliner Abgeordnetenhaus an seine Geschichte erinnert. Im Rahmen von Zeitzeugengesprächen berichtete Aviram regelmäßig Schulklassen in Deutschland von seinen Erlebnissen. Im Mai 2015 veröffentlichte er seine Autobiografie „Mit dem Mut der Verzweiflung. Mein Widerstand im Berliner Untergrund 1943–1945“. Der Fernsehjournalist Markus Lanz drehte für das ZDF eine Reportage über ihn. Die Holocaustgedenkstätte Yad Vashem produzierte 2020 ein Zeitzeugenvideo mit Aviram.

## Erinnerung an Familie und Helfer
In der Zehdenicker Straße 2 im Berliner Ortsteil Prenzlauer Berg, wo die Familie Abrahamsohn bis zur Deportation und Zvi Avirams Untertauchen gewohnt hatte, wurden zwei Stolpersteine zur Erinnerung an die in Auschwitz ermordeten Eltern verlegt. Marie Grünberg, Avirams Tante, wurde nach dem Zweiten Weltkrieg durch die Gedenkstätte Yad Vashem als „Gerechte unter den Völkern“ geehrt.